# Luigi Moretti (historien)
Pour les articles homonymes, voir Moretti et Luigi Moretti.
Luigi Moretti (né le 22 septembre 1922 à Rome et mort le 8 août 1991  dans cette même ville) est un archéologue, épigraphiste, un historien et acteur italien.

## Biographie
Élève de Gaetano De Sanctis à l'Université de Rome, il enseigna ensuite dans les universités de Palerme, Bari, Naples puis Rome.
Père du réalisateur Nanni Moretti, il interpréta de petits rôles dans plusieurs de ses films (Je suis un autarcique, Ecce Bombo, Sogni d'oro, Bianca, La messe est finie et Palombella rossa).

## Publications
- Iscrizioni agonistiche greche. 1953
- « Olympionikai, i vincitori negli antichi agoni olimpici », in: Memorie della Accademia Nazionale dei Lincei, Classe di Scienze Morali, Storiche e Filologiche 8, 8, 2 (1957), S. 57-198.
- Ricerche sulle leghe greche. 1962.
- Iscrizioni storiche ellenistiche. 2 volumi, 1967–1976
- Inscriptiones Graecae Urbis Romae. 4 volumi, 1967–1990.
- Supplemento al catalogo degli Olympionikai. In: Klio 52 (1970), S. 295–303.
- Nuovo supplemento al catalogo degli Olympionikai, in: Miscellanea greca e romana 12 = Studi pubblicati dall’Istituto italiano per la storia antica 39 (1987), S. 67–91.
- Tra epigrafia e storia. Quasar, Roma, 1990,  (ISBN 88-7140-009-7)